# Vany
Vany é uma comuna francesa na região administrativa de Grande Leste, no departamento de Moselle. Estende-se por uma área de 3,1 km². Em 2010 a comuna tinha 434 habitantes (densidade: 140 hab./km²).